# Ptochophyle auricincta
Ptochophyle auricincta är en fjärilsart som beskrevs av George Francis Hampson 1893. Ptochophyle auricincta ingår i släktet Ptochophyle och familjen mätare. Inga underarter finns listade.